# Kosmosviertel

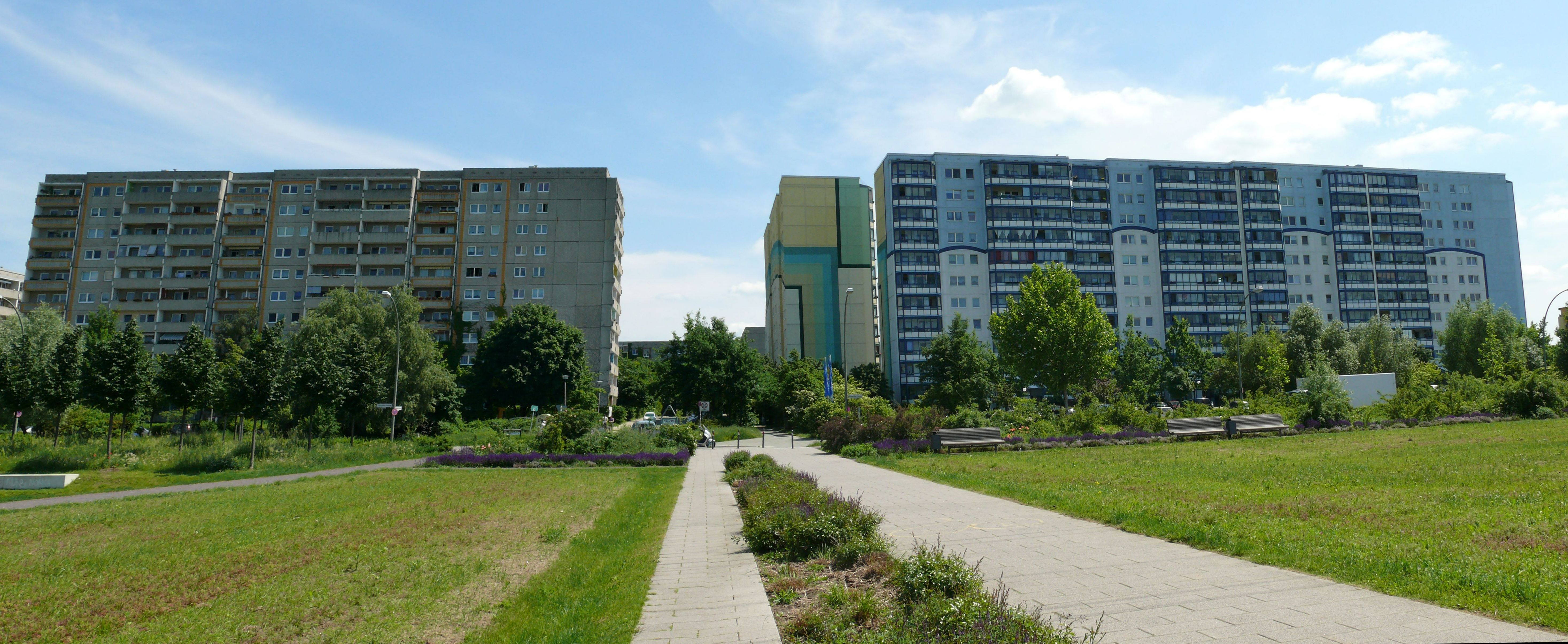
Blick auf das Kosmosviertel

Das Kosmosviertel ist eine DDR-Großwohnsiedlung im Berliner Ortsteil Altglienicke im Bezirk Treptow-Köpenick. Sie wurde von 1987 bis 1991 errichtet und hat laut Senatsverwaltung für Stadtentwicklung und Wohnen 5665 Einwohner (Stand Dez. 2019).

## Geschichte
Der Name spiegelt sich in den Straßennamen wider, die bspw. den Namen Venus, Uranus oder Pegasus tragen. Die Bebauung des Gebiets erfolgte in Plattenbauweise und drei- bis elfstöckig. Im Süden grenzt das Kosmosviertel an die Brandenburger Gemeinde Schönefeld.
Das Viertel hat bereits seit mehreren Jahren den Status eines sozialen Brennpunkts. Die Kinderarmut lag im Jahre 2018 bei rund 56 Prozent. Auf Grund der schlechten Anbindung an die Berliner Innenstadt und des zunehmenden Einflusses rechtsradikaler Gruppierungen wird dem Kosmosviertel ein hoher Unterstützungsbedarf zugesprochen. Das Viertel kämpft heute mit einem hohen Anteil an Erwerbs- und Langzeitarbeitslosigkeit sowie einer hohen Zu- und Abwanderung. Aus diesem Grund existiert für das Kosmosviertel ein Quartiersmanagement mit verschiedenen Maßnahmen. Im Jahr 2019 kaufte das Land Berlin 1821 Wohnungen von einem Privatinvestor zurück, was aufgrund des hohen Kaufpreises zu politischen Auseinandersetzungen über die Ankaufspolitik des Landes führte. In den 1990er Jahren waren die 17 Gebäude zwangsprivatisiert worden, als Maßnahme für den Abbau von DDR-Altschulden.
Im Kiez wurde längere Zeit um die Anlage eines neuen Generationentreffs gerungen, der vorherige Bolzplatz war aus Sicherheitsgründen gesperrt worden. Am 12. Juli 2022 war es soweit: das Quartiersmanagement, das Wohnungsunternehmen Stadt und Land sowie das Bezirksamt konnten den neu gestalteten Platz eröffnen. Der Bau hatte rund 230.000 Euro gekostet, wovon das Wohnungsunternehmen etwa 2/3 übernommen hatte. Gemeinsam mit den Anwohnern wurde ein einprägsamer Name gefunden: Kiezkreisel. Hier gibt es nun für alle Altersgruppen Angebote wie Bänke und Sitzecken, eine Boule-Bahn, Tischtennisplatten, einen Mehrzweck-Ballspielplatz sowie fest installierte Fitnessgeräte.

## Galerie

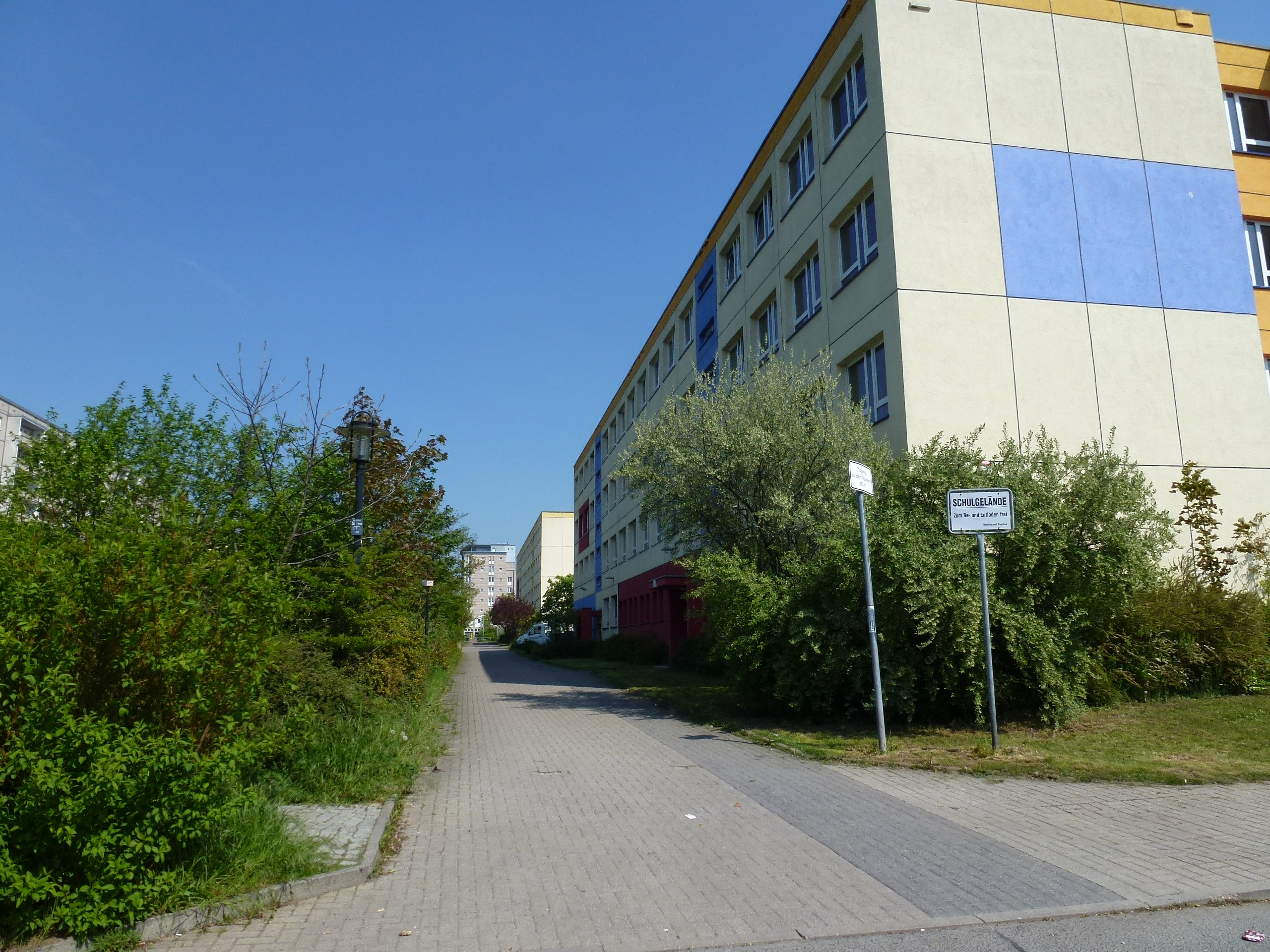
Saturnring
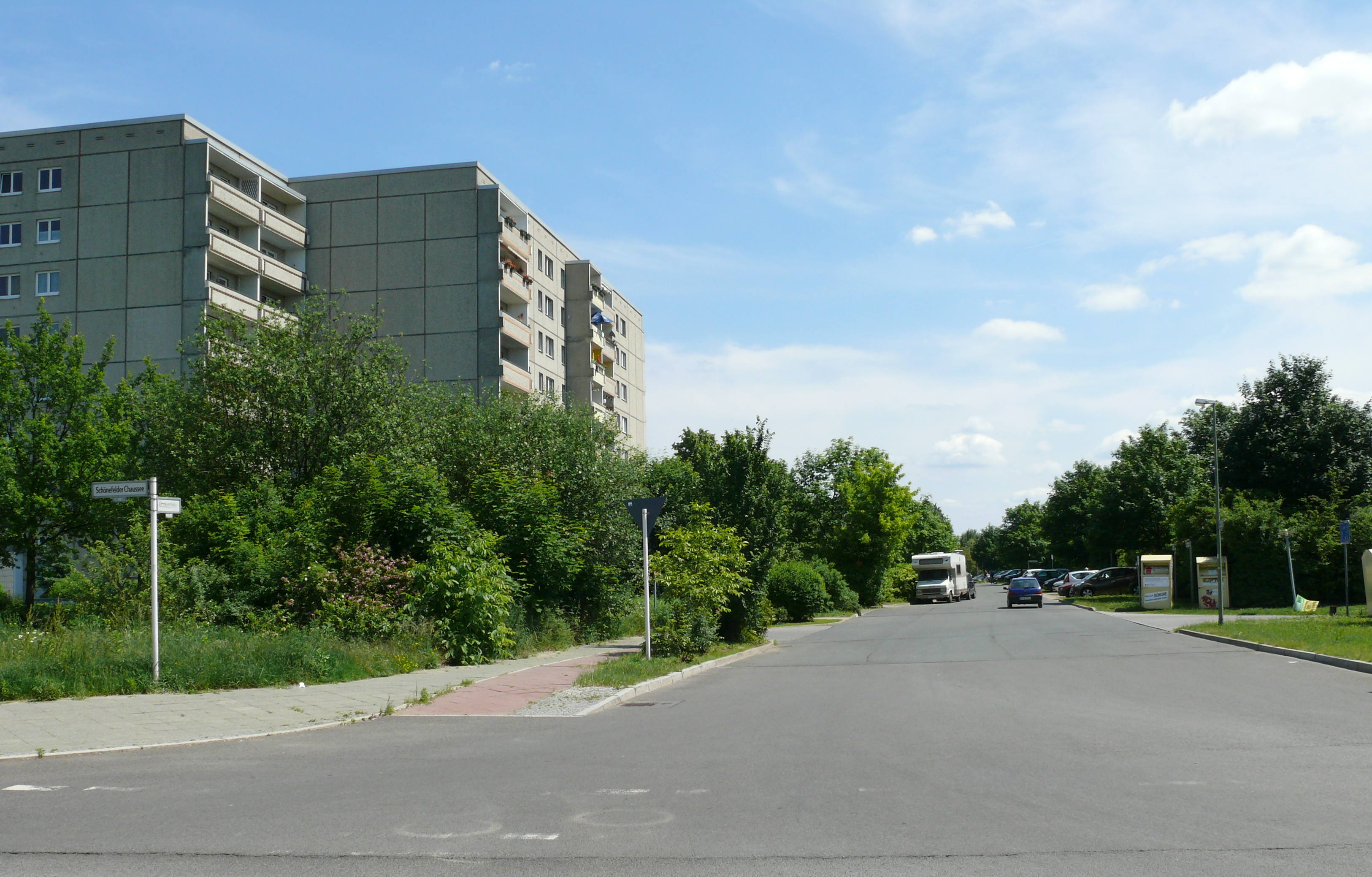
Uranusstraße
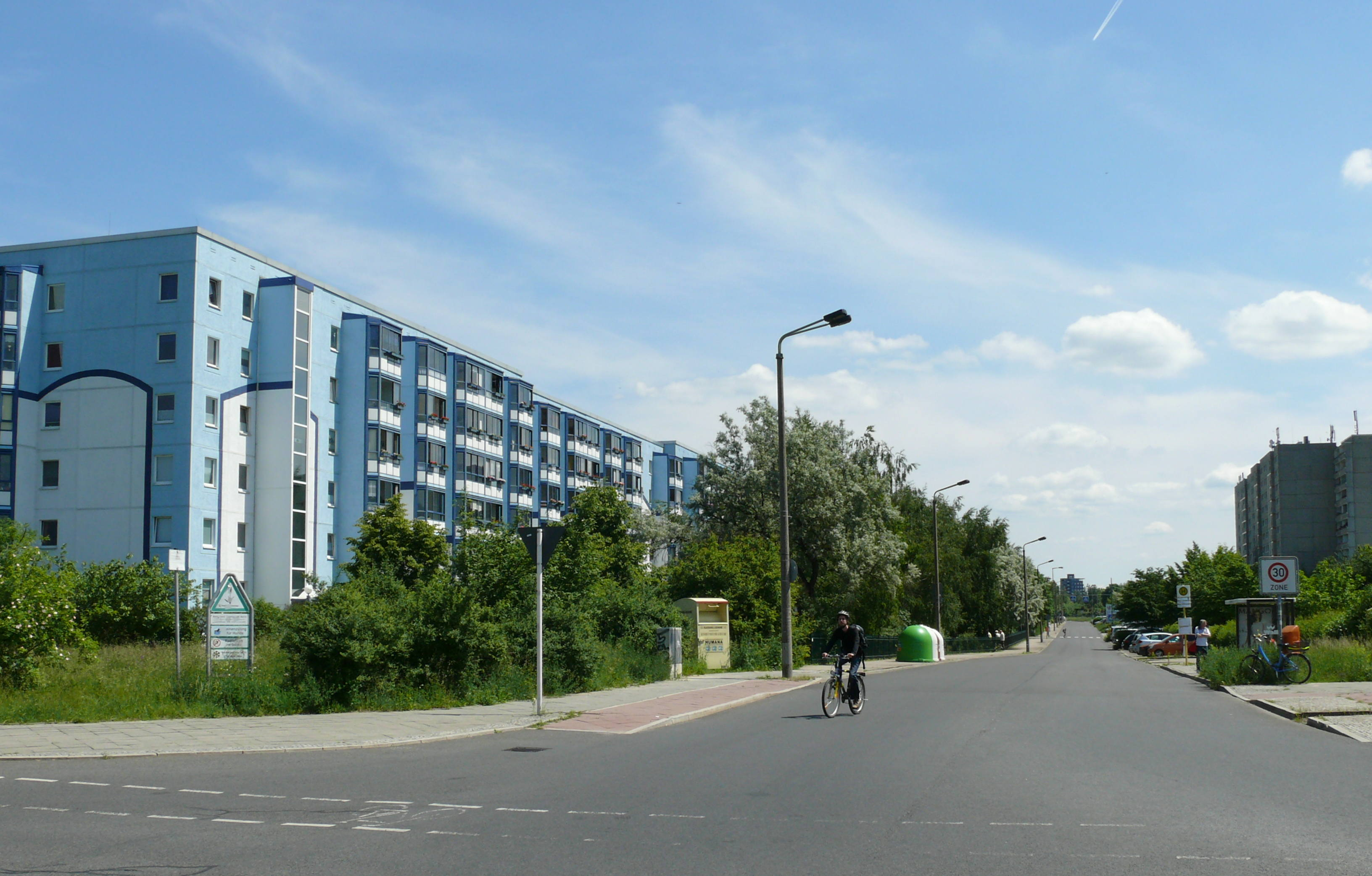
Venusstraße
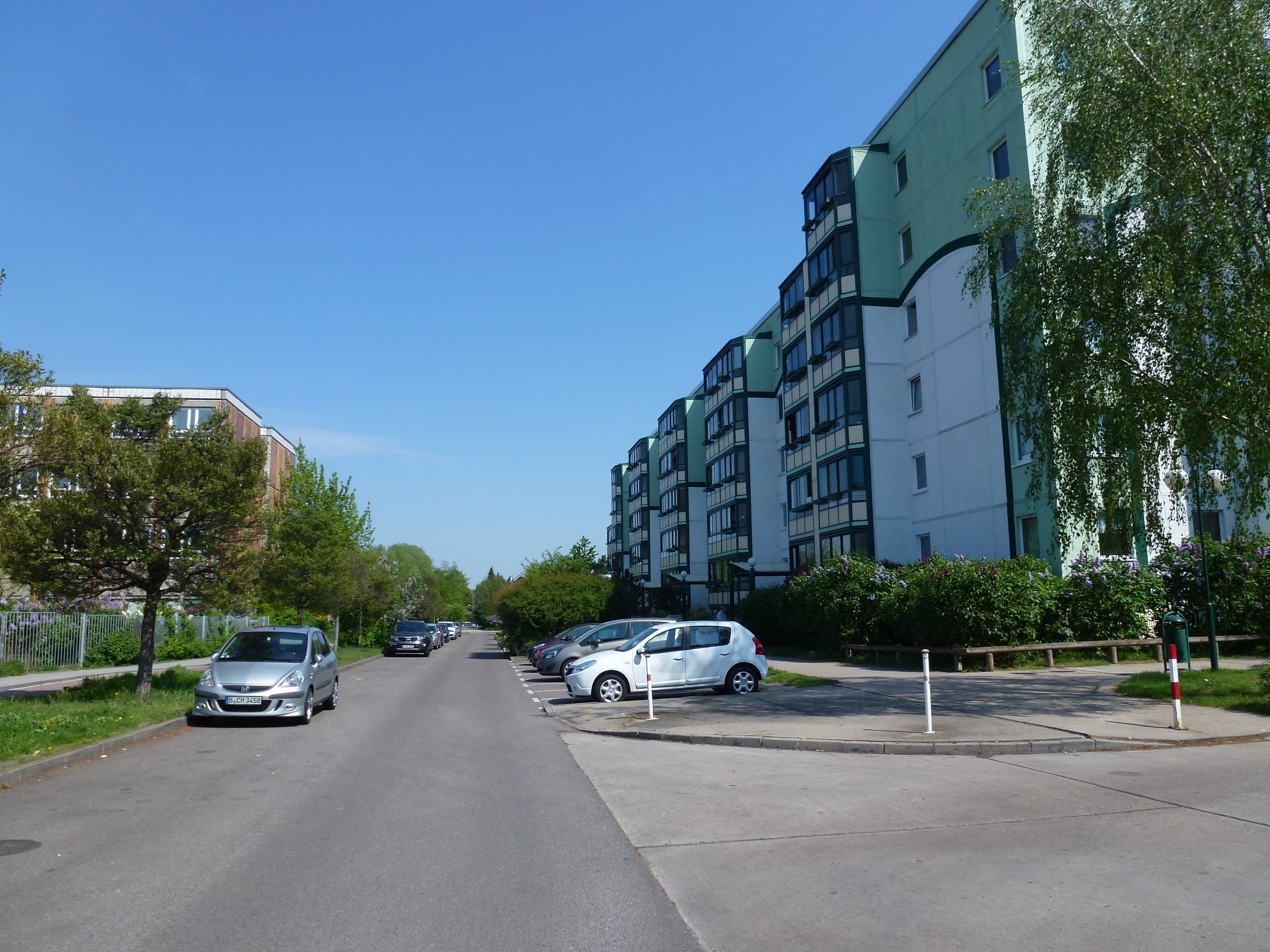
Pegasuseck
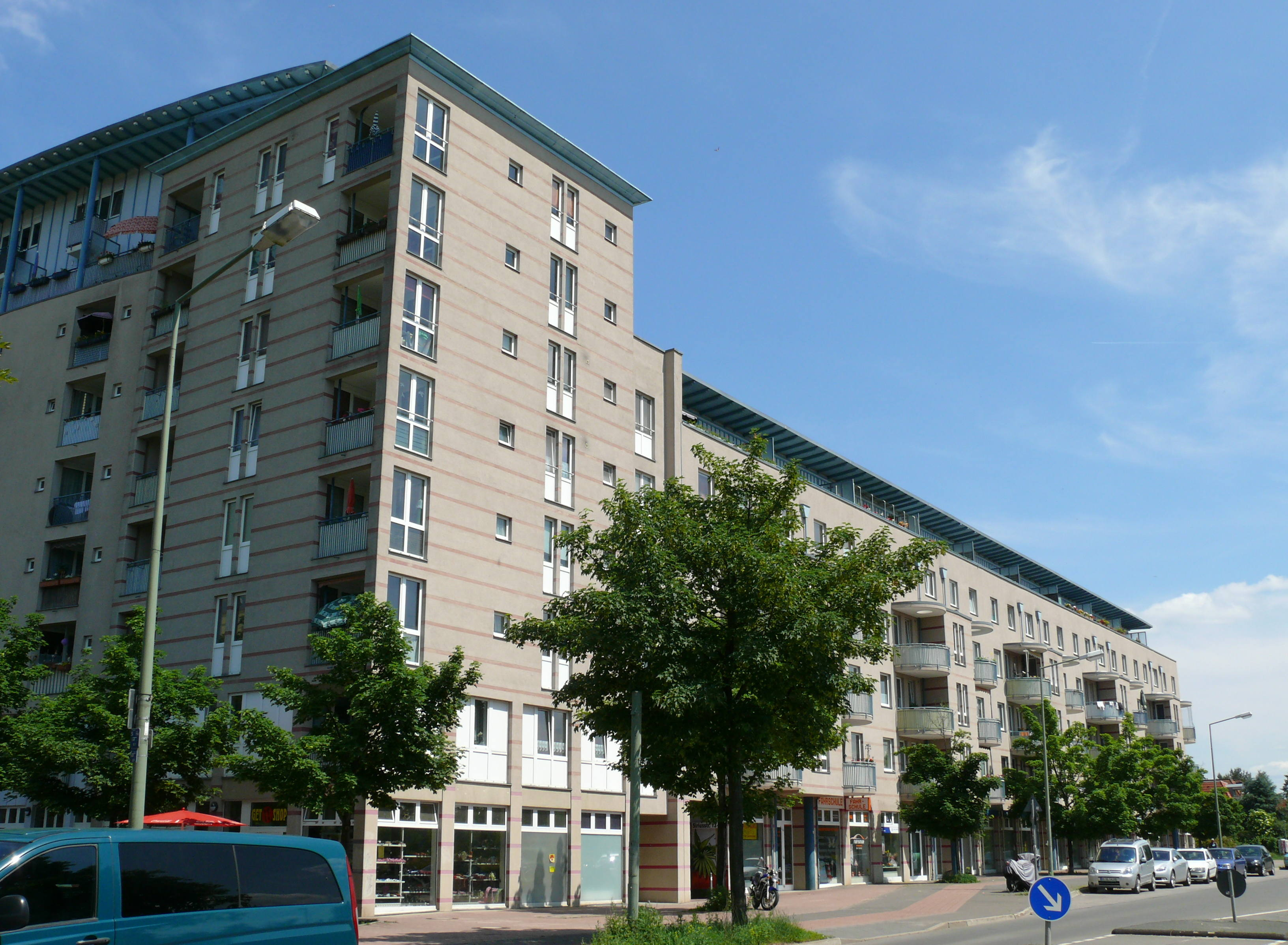
Siriusstraße